# 唧筒座BF
唧筒座BF，又名HD 86301、CD-26 7551、SAO 178216、HR 3933，是一颗位於唧筒座的恒星，视星等为6.32，位于銀經261.9，銀緯21.17，其B1900.0坐标为赤經9h 52m 23s，赤緯-27° 21.17′ 1″。